# Giovanni Battista Donati
Giovanni Battista Donati, italijanski astronom in matematik, * 16. december 1826, Pisa, Italija, † 20. september, 1873, Firence, Italija.

## Življenje in delo
Donati je diplomiral na Univerzi v Pisi. Leta 1852 je začel delati na Observatoriju v Firencah, kjer je leta 1864 postal predstojnik observatorija. Bil je profesor astronomije na Kraljevem inštitutu v Firencah.
Bil je pionir na področju spektroskopije kometov, kjer je določeval njihovo fizikalno sestavo. Odkril je da se je njihov spekter spremenil, ko so se približali Soncu in da je toplota s Sonca  povzročila da so oddajali lastno svetlobo in niso le odbijali sončne. Iz tega je zaključil da so kometi vsaj deloma sestavljeni iz plinov. Bil je tudi pionir spektroskopskega raziskovanja zvezd in Sonca.
Med letoma 1854 in 1864 je odkril šest novih kometov, od katerih je bil najbolj spektakularen C/1858 L1 (1858f), odkrit 2. junija 1858, in sedaj nosi njegovo ime, Donatijev komet. Pri spektroskopskem opazovanju kometa C/1864 O1 iz leta 1864 je Donati imenoval tri vidne črte alfa, beta in gama. Enake črte je leta 1866 videl v kometu Secchi. Huggins je leta 1868 pokazal da gre za prisotnost ogljika in za njegove emisijske črte. Odkril je tudi črte etilena.
Donati je umrl zaradi kolere, ki se jo je nalezel med znanstvenim srečanjem na Dunaju.

## Priznanja
Poimenovanja
Po njem se imenuje krater Donati na Luni in asteroid glavnega pasu 16682 Donati, ki sta ga odkrila Cavagna in Giuliani v Sormanu.